# タバナン県
タバナン県 (タバナンけん、Kabupaten Tabanan) は、インドネシア共和国バリ州南西部の県（第二級地方自治体=Daerah Tingkat II）。干潮時のみ本島と陸続きとなる島にあるタナロット寺院や、棚田の景観で知られるパチュン、北部山岳地帯のブラタン湖を擁する。

## 隣接自治体
- バドゥン県（東）
- ブレレン県（北）
- ジュンブラナ県（西）

## 地域
8つの郡 (Kecamatan) に分かれる。
- ププアン郡
- スルマデグ郡
- ペネベル郡
- クランビタン郡
- バトゥリティ郡
- タバナン郡
- マルガ郡
- クディリ郡